# کاندیا لوملینا
کاندیا لوملینا (به ایتالیایی: Candia Lomellina) یک کومونه در ایتالیا است که در استان پاویا واقع شده‌است.

## خصوصیات
کاندیا لوملینا ۲۷٫۸ کیلومترمربع مساحت و ۱٬۶۳۹ نفر جمعیت دارد.